# Gaston Reiff
Gaston Étienne Ghislaine Reiff  (ur. 24 lutego 1921 w Braine-l’Alleud, zm. 6 maja 1992 tamże) – belgijski lekkoatleta, biegacz długodystansowy, mistrz olimpijski.
Początkowo uprawiał boks i piłkę nożną, zanim skoncentrował się na lekkiej atletyce. Startował na mistrzostwach Europy w 1946 w Oslo, gdzie zajął 6. miejsce w biegu na 5000 metrów.
Największy sukces osiągnął na igrzyskach olimpijskich w 1948 w Londynie w biegu na 5000 metrów. W finale Emil Zátopek z Czechosłowacji podyktował mocne tempo, które utrzymali tylko Reiff, Holender Wim Slijkhuis i Szwed Erik Ahldén. Na dziewiątym okrążeniu Reiff oderwał się od grupy i objął samotne prowadzenie uzyskując 30 m przewagi na początku ostatniego okrążenia. Zátopek ruszył w pogoń i niemal go dogonił, ale Reiff wygrał w czasie 14:17,6 (nowy rekord olimpijski) o 0,2 s przed Czechem.
9 września 1948 Reiff ustanowił rekord świata w biegu na 2000 metrów wynikiem 5.07,0. 12 sierpnia 1949 jako pierwszy w historii przebiegł 3000 metrów poniżej 8 minut (czas 7:58,7). Swój trzeci rekord świata ustanowił w biegu na 2 mile wynikiem 8:40,4 26 sierpnia 1952. Wcześniejsze rekordy na tych dystansach należały do Gundera Hägga.
Na mistrzostwach Europy w 1950 w Brukseli zdobył brązowy medal w biegu na 5000 metrów. Startował na tym dystansie na igrzyskach olimpijskich w 1952 w Helsinkach, ale nie ukończył biegu finałowego. Na mistrzostwach Europy w 1954 w Bernie odpadł w przedbiegach na 1500 metrów.
Zdobył 24 tytuły mistrza Belgii, a 26 razy ustanawiał rekordy tego państwa. W 1951 był posiadaczem rekordów Belgii na dystansach od 1000 metrów do 10 000 metrów.